# Ours d'or d'honneur
L’Ours d'or d'honneur (Goldene Ehrenbär) est une récompense décernée depuis 1982 au cours du Festival de Berlin pour récompenser une carrière particulièrement brillante dans le cinéma, et souvent remise à un acteur ou une actrice.

## Récipiendaires
- 1982 : James Stewart
- 1988 : Alec Guinness
- 1989 : Dustin Hoffman
- 1990 : Oliver Stone
- 1993 : Billy Wilder et Gregory Peck
- 1994 : Sophia Loren
- 1995 : Alain Delon
- 1996 : Jack Lemmon et Elia Kazan
- 1997 : Kim Novak
- 1998 : Catherine Deneuve
- 1999 : Shirley MacLaine
- 2000 : Jeanne Moreau
- 2001 : Kirk Douglas
- 2002 : Claudia Cardinale et Robert Altman
- 2003 : Anouk Aimée
- 2004 : Fernando Solanas
- 2005 : Im Kwon-taek et Fernando Fernán Gómez
- 2006 : Ian McKellen et Andrzej Wajda
- 2007 : Arthur Penn
- 2008 : Francesco Rosi
- 2009 : Maurice Jarre
- 2010 : Wolfgang Kohlhaase et Hanna Schygulla
- 2011 : Armin Mueller-Stahl
- 2012 : Meryl Streep
- 2013 : Claude Lanzmann
- 2014 : Ken Loach
- 2015 : Wim Wenders
- 2016 : Michael Ballhaus
- 2017 : Milena Canonero
- 2018 : Willem Dafoe
- 2019 : Charlotte Rampling
- 2020 : Helen Mirren
- 2021 : Non attribué
- 2022 : Isabelle Huppert
- 2023 : Steven Spielberg
- 2024 : Martin Scorsese
- 2025 : Tilda Swinton